# Staalvink
De staalvink (Vidua chalybeata syn. Hypochera chalybeata) is een klein vogeltje uit de familie van de Viduidae die voorkomt in een groot deel van Sub-Saharisch Afrika.

## Herkenning
De vogel is 10 tot 11 cm lang en weegt 11,3 tot 15 gram. Het mannetje is in de broedtijd geheel zwart met een staalblauwe glans. Bij sommige ondersoorten is de glans anders. De ondersoort V. c. amauropteryx is groenblauw (en heeft een licht rode snavel). De iris is donkerbruin en de snavel is meestal wit. De poten zijn lichtoranje en worden bleker aan het eind van het broedseizoen. Het vrouwtje is overwegend bruin gekleurd,net als het mannetje buiten de broedtijd. De vleugels en staart zijn donker grijsbruin, de borst is lichtbruin tot grijs met vage streepjes. Kenmerkend is de koptekening, met een donkere oogstreep die achter het oog begint, een brede, lichte wenkbrauwstreep en daarboven een donkere kruinstreep, met boven op de kruin een dun licht streepje.

## Verspreiding
Deze soort komt voor in een groot gedeelte van Afrika en telt 6 ondersoorten:
- V. c. chalybeata: van zuidelijk Mauritanië tot Sierra Leone.
- V. c. neumanni: van Mali tot Soedan.
- V. c. ultramarina: Ethiopië en Eritrea.
- V. c. centralis: oostelijk Congo-Kinshasa, Oeganda, centraal Kenia en centraal Tanzania.
- V. c. amauropteryx: van zuidelijk Somalië tot Mozambique en inlands naar oostelijk Zambia, Malawi, Zimbabwe en oostelijk Zuid-Afrika.
- V. c. okavangoensis: van Angola en noordelijk Namibië tot westelijk Zambia en noordelijk Botswana.

Het leefgebied ligt in de gordel van savannegebieden, droog half open terrein met wat bomen en struikgewas, riviergeleidend bos maar ook agrarisch gebied en in parken en tuinen in steden en dorpen. In Ethiopië in berggebied tot op 2000 m boven de zeespiegel.

## Broedparasiet
De staalvink is een broedparasiet; het voortplantingsgedrag lijkt enigszins op de koekoek. Het vrouwtje legt haar eieren (2-4) bij voorkeur in een nest bij de eieren van de vuurvink (Lagonosticta senegala) en de bruine amarant (L. nitidula). Een staalvinkjong verwijdert de gastoudereieren en -jongen niet zoals de koekoek wel doet. De eieren zijn ook maar iets groter dan die van de gastouder. Ze groeien samen op en blijven na het uitvliegen nog 10 tot 14 dagen in de groep van de gastouders en jongen.

## Status
De grootte van de wereldpopulatie is niet gekwantificeerd, maar de soort is plaatselijk algemeen. Men veronderstelt dat de soort in aantal stabiel is. Om deze redenen staat de staalvink als niet bedreigd op de Rode Lijst van de IUCN.

## Verzorging als volièrevogel
Deze vogel is geschikt voor in een kooi of volière, mits de temperatuur niet te laag wordt (<10°C). Het menu bestaan uit een zaadmengsel voor vinken, geel milletzaad en gekiemd zaad. Water, grit en maagkiezel moeten vanzelfsprekend altijd voorhanden zijn. Deze soort kan in gevangenschap agressief worden tegen kleine vogels.